# Diocesi di Jasikan
La diocesi di Jasikan (in latino: Dioecesis Iasikanensis) è una sede della Chiesa cattolica in Ghana suffraganea dell'arcidiocesi di Accra. Nel 2021 contava 171.700 battezzati su 877.400 abitanti. È retta dal vescovo Gabriel Akwasi Abiabo Mante.

## Territorio
La diocesi comprende i seguenti distretti della regione del Volta in Ghana: Jasikan, Kadjebi, Krachi, Krachi Est e Nkwanta.
Sede vescovile è la città di Jasikan, dove si trova la cattedrale di San Pietro Claver.
Il territorio si estende su 10.902 km² ed è suddiviso in 15 parrocchie, raggruppate in 3 decanati: Jasikan, Krachi e Papase.

## Storia
La diocesi è stata eretta il 19 dicembre 1994 con la bolla Progrediens di papa Giovanni Paolo II, ricavandone il territorio dalla diocesi di Keta-Ho (oggi diocesi di Keta-Akatsi).

## Cronotassi dei vescovi
Si omettono i periodi di sede vacante non superiori ai 2 anni o non storicamente accertati.
- Gabriel Akwasi Abiabo Mante, dal 19 dicembre 1994

## Statistiche
La diocesi nel 2021 su una popolazione di 877.400 persone contava 171.700 battezzati, corrispondenti al 19,6% del totale.
| anno | popolazione | popolazione | popolazione | presbiteri | presbiteri | presbiteri | presbiteri                | diaconi | religiosi | religiosi | parrocchie |
| anno | battezzati  | totale      | %           | numero     | secolari   | regolari   | battezzati per presbitero | diaconi | uomini    | donne     | parrocchie |
| ---- | ----------- | ----------- | ----------- | ---------- | ---------- | ---------- | ------------------------- | ------- | --------- | --------- | ---------- |
| 1999 | 145.952     | 554.411     | 26,3        | 24         | 24         |            | 6.081                     |         |           | 10        | 10         |
| 2000 | 146.743     | 554.745     | 26,5        | 26         | 26         |            | 5.643                     |         |           | 9         | 10         |
| 2001 | 160.439     | 551.436     | 29,1        | 27         | 27         |            | 5.942                     |         |           | 11        | 13         |
| 2002 | 150.785     | 554.745     | 27,2        | 31         | 30         | 1          | 4.864                     |         | 1         | 10        | 13         |
| 2003 | 146.885     | 557.095     | 26,4        | 30         | 29         | 1          | 4.896                     |         | 1         | 11        | 13         |
| 2004 | 147.688     | 557.828     | 26,5        | 33         | 32         | 1          | 4.475                     |         | 1         | 12        | 13         |
| 2006 | 147.815     | 582.000     | 25,4        | 27         | 27         |            | 5.474                     |         |           | 10        | 13         |
| 2013 | 148.670     | 568.771     | 26,1        | 42         | 40         | 2          | 3.539                     |         | 2         | 5         | 15         |
| 2016 | 153.500     | 782.737     | 19,6        | 37         | 33         | 4          | 4.148                     |         | 4         | 9         | 15         |
| 2019 | 164.300     | 839.400     | 19,6        | 39         | 36         | 3          | 4.212                     |         | 3         | 12        | 15         |
| 2021 | 171.700     | 877.400     | 19,6        | 37         | 34         | 3          | 4.640                     |         | 3         | 12        | 15         |